# Liste der Mitglieder des Landtages (Freistaat Oldenburg) (6. Wahlperiode)
Diese Liste gibt einen Überblick über alle Mitglieder des Landtages des Freistaates Oldenburg in der 6. Wahlperiode (1932–1933). Die Wahl zum Oldenburgischen Landtag fand am 29. Mai 1932 statt, die Wahlbeteiligung betrug 75,6 %.

## Zusammensetzung
| Fraktion                 | Sitze |
| ------------------------ | ----- |
| NSDAP                    | 24    |
| SPD                      | 9     |
| Zentrum                  | 7     |
| DNVP                     | 2     |
| KPD                      | 2     |
| DStP                     | 1     |
| Oldenburgisches Landvolk | 1     |

## Abgeordnete
| Name                  | Lebensdaten | Fraktion                 | Anmerkungen                                                                                                |
| --------------------- | ----------- | ------------------------ | --- |
| Hinrich Abel          | 1884–1954   | NSDAP                    | |
| Johann Behlen         | 1882–1950   | NSDAP                    | |
| Hermann Bitter        | 1897–1982   | Zentrum                  | |
| Heinrich Böhmcker     | 1896–1944   | NSDAP                    | |
| Carl Albert Bunnemann | 1877–1949   | DNVP                     | |
| Adolf Burgert         | 1888–1952   | SPD                      | |
| Fritz Cropp           | 1887–1984   | NSDAP                    | |
| Diedrich Dannemann    | 1874–1933   | DNVP                     | nachgerückt am 17. Januar 1933 für Ernst Osterloh                                                          |
| Ernst Daun            | 1863–1936   | NSDAP                    | |
| Otto Dreyer           | 1903–1986   | NSDAP                    | |
| Gustav Ehlermann      | 1885–1936   | DStP                     | |
| Karl Fick             | 1881–1945   | SPD                      | |
| Metzen Flessner       | 1892–1979   | NSDAP                    | nachgerückt im Juni oder Juli 1932                                                                         |
| Elisabeth Frerichs    | 1883–1967   | SPD                      | |
| Friedrich Frerichs    | 1882–1945   | SPD                      | |
| Johann Gerdes         | 1896–1933   | KPD                      | nachgerückt am 10. Dezember 1932 für Karl Wastl                                                            |
| Anton Göhrs           | 1884–1944   | Zentrum                  | |
| Hugo Henke            | 1888–1945   | KPD                      | |
| Otto Herzog           | 1900–1945   | NSDAP                    | |
| Diedrich Hobbie       | 1897–1949   | NSDAP                    | |
| Friedrich Huppmann    | 1888–1965   | NSDAP                    | |
| Friedrich Iffland     | 1871–1944   | SPD                      | |
| Wilhelm Jacobs        | 1883–1966   | SPD                      | |
| Heinrich Janßen       | 1899–1941   | NSDAP                    | |
| Georg Joel            | 1898–1981   | NSDAP                    | |
| Martin Kerwitz        | 1883–1936   | NSDAP                    | nachgerückt im Juni oder Juli 1932                                                                         |
| Johann Lahmann        | 1883–1935   | SPD                      | |
| Bernhard Meentzen     | 1888–1962   | NSDAP                    | |
| Bernhard Meyer        | 1901–1984   | NSDAP                    | |
| Franz Meyer           | 1882–1945   | Zentrum                  | |
| Gustav Meyer          | 1890–1972   | NSDAP                    | |
| Johannes Meyer        | 1887–1955   | Oldenburgisches Landvolk | Bekanntgabe der Mandatsniederlegung am 17. Januar 1933                                                     |
| Gustav Müller         | 1882–1958   | SPD                      | |
| Leonhard Niehaus      | 1896–1978   | NSDAP                    | |
| Gustav Nutzhorn       | 1886–1981   | NSDAP                    | |
| Ernst Osterloh        | 1889–1967   | DNVP                     | Mandatsniederlegung im Januar 1933, Übertritt zur NSDAP                                                    |
| Julius Pauly          | 1901–1988   | NSDAP                    | ausgeschieden im Juni 1932 nach der Wahl zum Staatsminister                                                |
| Karl Reich            | 1895–1962   | NSDAP                    | |
| Carl Röver            | 1889–1942   | NSDAP                    | ausgeschieden im Juni 1932 nach der Wahl zum Ministerpräsidenten                                           |
| Johann Roggemann      | 1900–1981   | NSDAP                    | |
| Wilhelm Sante         | 1886–1961   | Zentrum                  | |
| Ignatz Schulte        | 1876–1957   | Oldenburgisches Landvolk | nachgerückt am 17. Januar 1933 für Johannes Meyer                                                          |
| Bernhard Sieverding   | 1896–1973   | Zentrum                  | |
| Anton Themann         | 1886–1965   | Zentrum                  | |
| Heinrich Thümler      | 1887–1969   | NSDAP                    | |
| Otto Thye             | 1886–1947   | NSDAP                    | |
| Heinrich Vorwerk      | 1874–1947   | NSDAP                    | |
| Karl Wastl            | 1889–1963   | KPD                      | ab 1. Juli 1932 von den Sitzungen ausgeschlossen, Bekanntgabe der Mandatsniederlegung am 10. Dezember 1932 |
| Heinrich Wempe        | 1880–1969   | Zentrum                  | |
| Herbert Wild          | 1886–1969   | NSDAP                    | |
| Emil Zimmermann       | 1885–1966   | SPD                      | |